# Pont (automobile)
Pour les articles homonymes, voir Pont (homonymie).
En mécanique automobile, le pont est l'ensemble des pièces assurant la liaison des « deux roues » d'un même essieu. On désigne généralement par « pont » ce qui est en fait un « pont moteur », qui transmet la force motrice aux deux roues d'un même essieu sur un véhicule à moteur.

## Définitions
Un pont moteur se décompose en :
1. Un axe, recevant le couple sortant de la boîte de vitesses. Il entraîne la cage d'un différentiel, soit par une vis sans fin, soit par un engrenage latéral ;
2. Le différentiel, répartissant ce mouvement aux arbres de sorties, proportionnellement au couple résistant qu'ils rencontrent ;
3. Les sorties, reliées aux roues par l'intermédiaire soit de demi-arbres intégrés au pont (pont rigide et donc essieu rigide), soit par des demi-arbres munis de joints de Cardan (essieu arrière à suspension indépendante et essieu avant).

Quand l'axe des demi-arbres de sortie est décalé vers le haut par rapport à l'axe des roues, on a affaire à un pont-portique.
Automobile :
Le pont arrière comporte le couple conique, le différentiel et les arbres de roues entraînant les roues motrices.
Il comprend aussi les ressorts de suspension et supporte les organes de freinage. Pour les voitures de tourisme, il est constitué de deux demi-coquilles de tôle emboutie, que l'on assemble par soudure électrique.
Sur les véhicules industriels, il comprend trois pièces en acier coulé ou estampé, avec centre le carter contenant le différentiel et de part et d'autre du carter, un tube ou « trompette », dans lequel tourne l'arbre de roues et sur lequel on fixe le moyeu et les ressorts de suspension.
Le cardan est enfermé dans un tube fixé au pont arrière, pour les voitures. Il se termine par un engrenage conique dit « couple conique » ou « pignon d'attaque », qui engrène avec les couronnes du boitier de différentiel, lequel entraîne les arbres de roues.
Dans le cas d'une voiture à traction avant, on adopte une autre disposition, dite pont suspendu, où le boîtier du couple conique et du différentiel est fixé à la coque ou au châssis du véhicule. Les arbres de commande s'articulent sur des joints de cardan pour suivre individuellement les débattements de la roue correspondante.
Le pont hypoïde renfermant le couple conique présente de nombreux avantages :
La disposition du pignon d'attaque au-dessous ou au-dessus du plan horizontal passant par l'axe de la couronne permet d'abaisser ou de surélever l'arbre de transmission. Sur les automobiles de tourisme, on abaisse l'arbre, ce qui diminue la hauteur du tunnel pratiqué à l'intérieur de la carrosserie ; sur les camions, on l'élève dans certains cas pour pouvoir utiliser le véhicule dans tous les terrains. La réalisation correcte des couples coniques dits « hypoïdes » est mécaniquement difficile : on utilise des machines à tailler les engrenages à mouvements cinématiques très complexes.
Dans un pont porteur, l'arbre ne supporte que l'effort de propulsion. Dans un pont non porteur, le poids du véhicule est supporté par chaque extrémité des axes de pont. Enfin dans les ponts semi-porteurs, ce poids est distribué moitié sur les roues, moitié sur le pont.